# Нагірне (Запорізький район)
Нагі́рне — село в Україні, у Запорізькому районі Запорізької області. Входить до складу Михайлівської сільської громади. Орган місцевого самоврядування — Михайлівська сільська рада.
Площа села — 25,7 га. Кількість дворів — 40, кількість населення на 01.01.2007 р. — 52 чол.

## Географія
Село Нагірне знаходиться за 2 км від правого берега річки Вільнянка та за 3 км від лівого берега річки Дніпро, на відстані 1,5 км від сіл Сергіївка і Вільнокур'янівське.
Село розташоване за 23 км від міста Вільнянськ, за 19 км від обласного центру.
Найближча залізнична станція — платформа 9 км — знаходиться за 18 км від села.

## Історія
Село утворилось в 1920-х роках.
В 1932-1933 селяни пережили сталінський геноцид.
З 24 серпня 1991 року село входить до складу незалежної України.